# Хвощовий Яр
Хвощовий Яр (Балка Фоще) — балка (річка) в Україні у Охтирському районі Сумської області. Права притока річки Боромлі (басейн Дніпра).

## Опис
Довжина балки приблизно 6,23 км, найкоротша відстань між витоком і гирлом — 5,91 км, коефіцієнт звивистості річки — 1,05. Формується декількома балками та загатами. На деяких ділянках балка пересихає.

## Розташування
Бере початок на південно-східній околиці села Хвощова. Тече переважно на південний схід через село Микитівку і впадає в річку Боромлю, праву притоку річки Ворскли.

## Цікаві факти
- У XIX столітті на балці існували водяний млин та православне кладовище. У верхів'ї балки існував населений пункт Фощова[2].